# Supersecundaire structuur
Een supersecundaire structuur is een compacte driedimensionale eiwitstructuur van enkele aangrenzende elementen met een secundaire structuur, dat kleiner is dan een eiwitmotief of een eiwitsubeenheid. Een supersecundaire structuur kan werken als een nucleatie bij het vouwen van het eiwit. Voorbeelden zijn β-haarspelden, α-helixhaarspelden en β-α-β motieven.

## Voorbeelden

### Supersecundaire helixstructuren

#### Helix-haarspeld
Een helix-haarspeld, ook wel alfa-alfa-haarspeld genoemd, bestaat uit twee antiparallelle alfa-helices verbonden door een lus van twee of meer aminozuurresiduen, die op een . haarspeld lijkt. Een langere lus heeft een groter aantal mogelijke conformaties. Als korte strengen de helices verbinden, zullen de individuele helices zich samenpakken via hun hydrofobe aminozuurreciduen. De functie van een helix-haarspeld is onbekend; een bundel met vier helices bestaat echter uit twee helix-haarspelden, die belangrijke ligandbindingsplaatsen hebben..

#### Helixhoek
Een helixhoek, ook wel alfa-alfahoek genoemd, heeft twee alfahelices die bijna haaks op elkaar staan en met elkaar verbonden zijn door een korte lus. Deze lus wordt gevormd uit een hydrofoob aminozuurresidu. De functie van een helixhoek is onbekend.

#### Helix-lus-helix
De helix-lus-helix-motief heeft twee helices die zijn verbonden door een 'lus'. Deze komen vrij vaak voor en binden gewoonlijk liganden. Calcium bindt zich bijvoorbeeld met de carboxylgroepen van de zijketens in het lusgebied tussen de helices.

#### Helix-draai-helix
Het helix-draai-helix motief is belangrijk voor DNA-binding en zit daarom in veel DNA-bindende eiwitten.

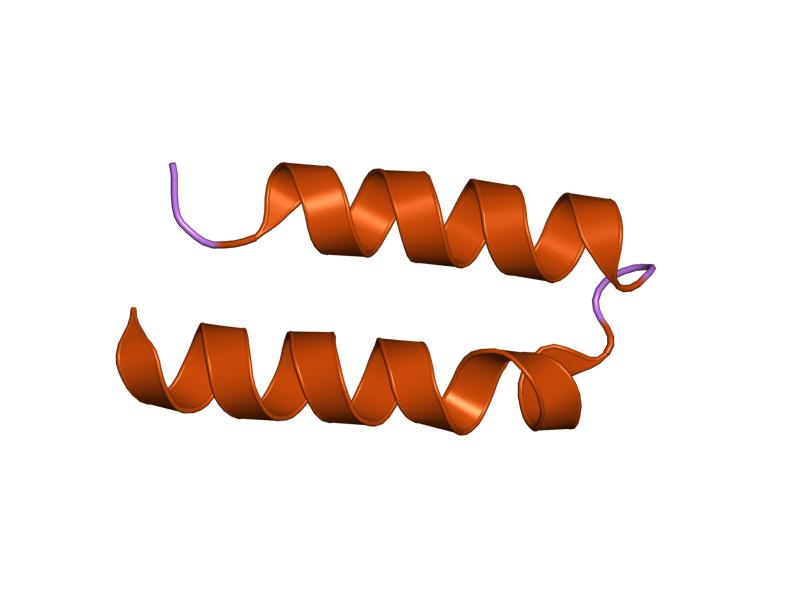
Helix-haarspeld
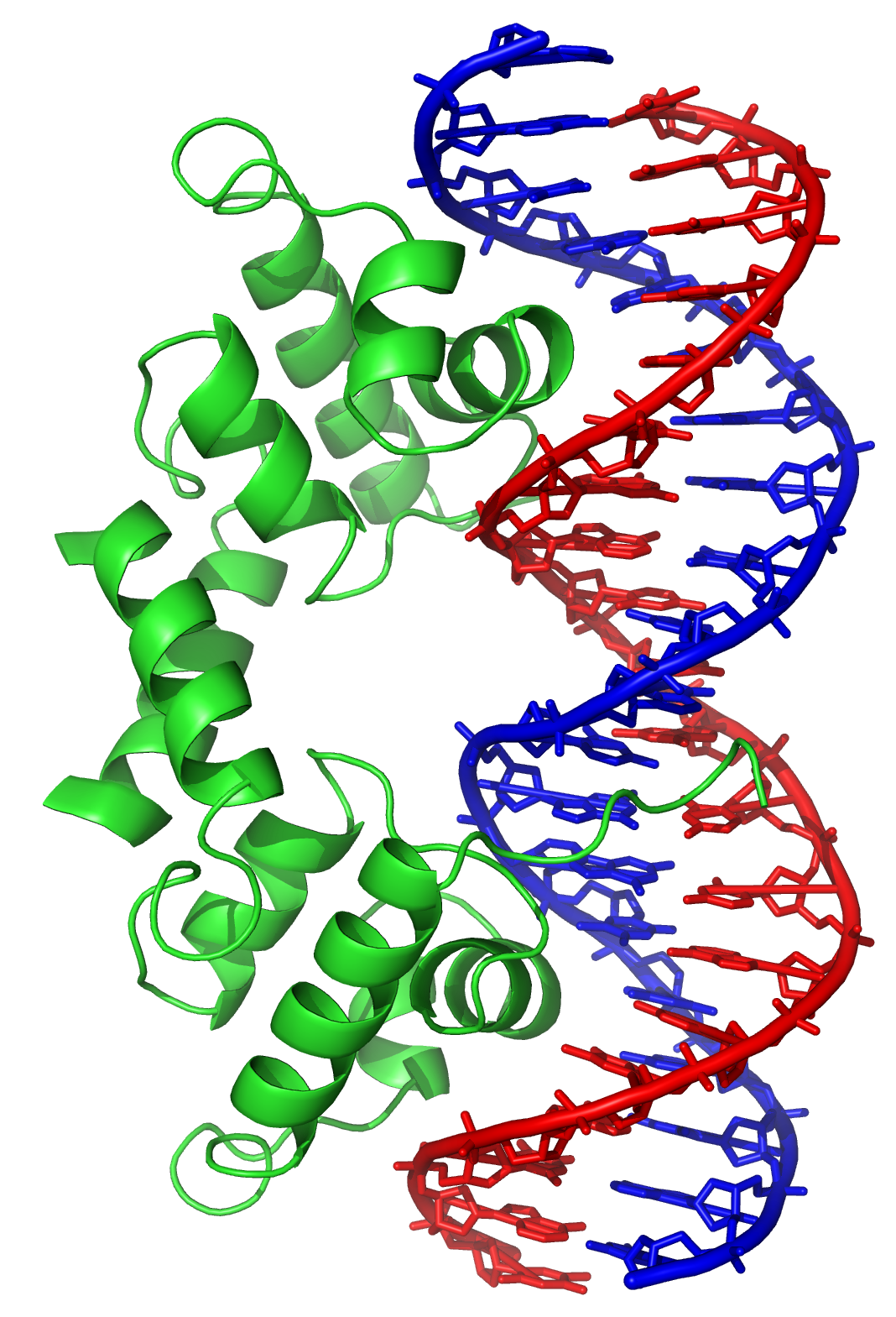
Het repressorproteïne van de lamda-bacteriofagen bindt met een helix-draai-helix (groen) aan het DNA (blauw en rood).
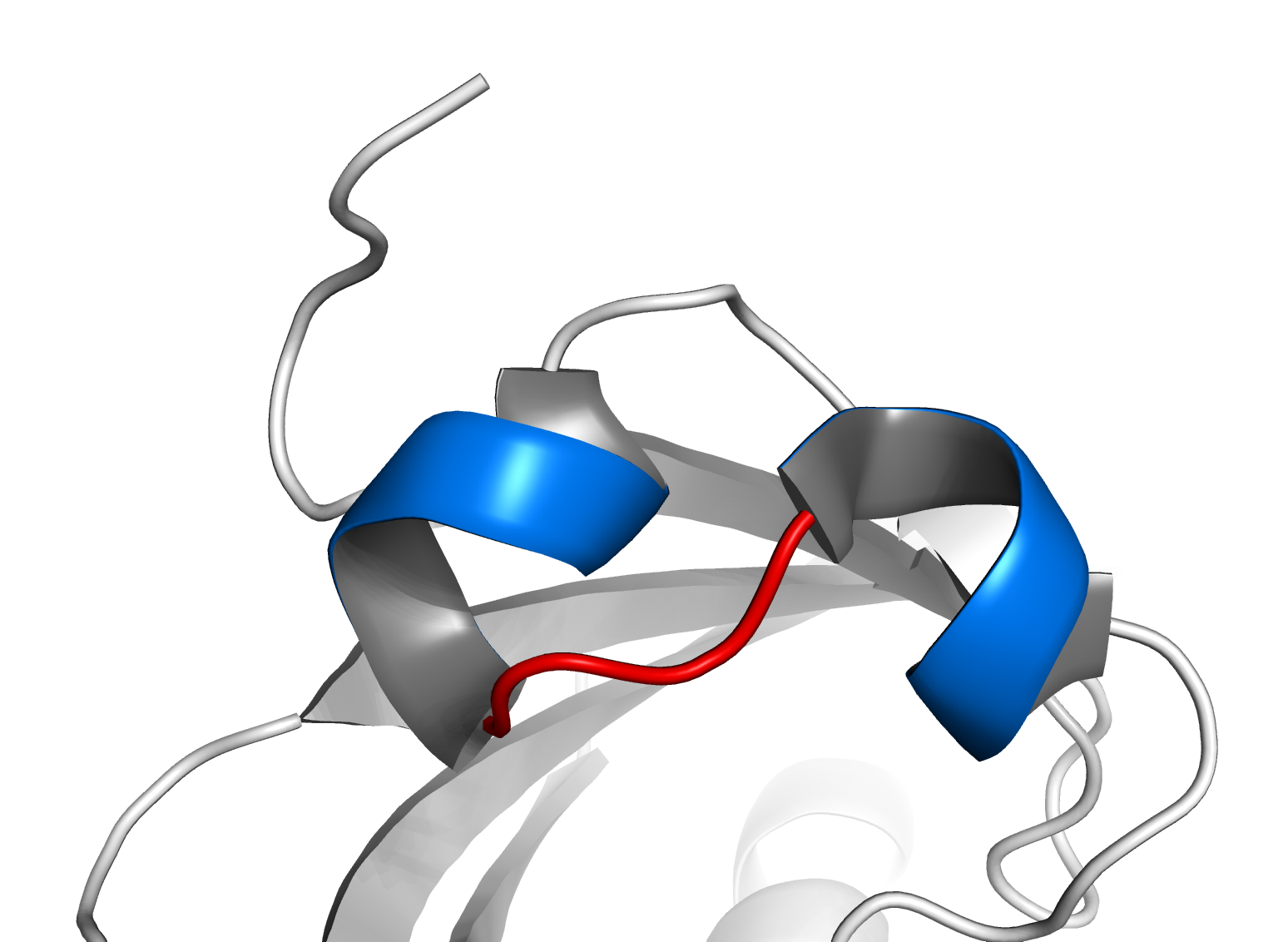
Helix-lus-helix-motief van de ARNT. Twee α-helices (blauw) zijn verbonden door een korte lus (rood).
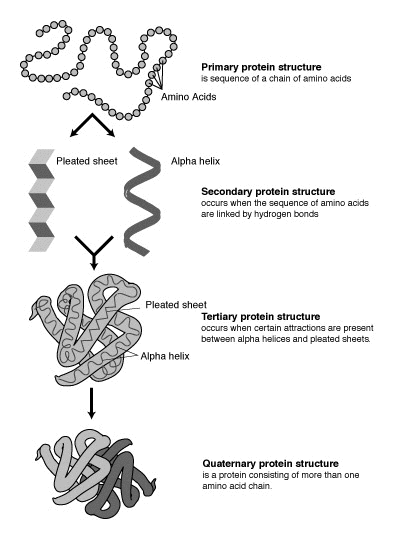
Eiwitstructuren. Aminozuur, alfa-helix, plated sheet=plaateiwit zoals β-plaat